# Indianerreservat
Als Indianerreservat (auch: Indianerreservation) wird im Deutschen ein konkret begrenztes Gebiet mit separater Rechtsstellung bezeichnet, das indigenen Ethnien Amerikas („Indianer“) von verschiedenen Staaten zugewiesen wurde. Die Einrichtung erfolgte infolge der Kolonisierung Amerikas überwiegend im 19. Jahrhundert. In einigen Fällen (insbesondere in den verbliebenen Wildnisgebieten Kanadas und Amazoniens) liegen solche Reservate auf dem ehemaligen Stammesgebiet, von dem sie in den meisten Fällen jedoch nur einen kleinen bis sehr kleinen Teil ausmachen. Die geografische Lage und Ausdehnung wurde im Gegensatz zu autonomen Regionen indigener Völker (wie etwa den indianischen Landgebieten im kanadischen Yukon-Territorium oder den Autonomieregionen Nicaraguas) ohne Mitbestimmung der Betroffenen festgelegt.
Indianerreservate bestehen unter folgenden Bezeichnungen in einigen Staaten Nord-, Mittel- und Südamerikas:
- Kanada: Indian reserve bzw. französisch réserves indiennes
- USA, Belize: englisch Indian reservation
  - USA zudem: Ranchería (Kalifornien), Pueblo (New Mexico), Indian colonie (Nevada)
- Costa Rica, Nicaragua, Ecuador, Guyana: spanisch Territorios Indígenas
- Dominica: englisch Kalinago Territory
- Panama: spanisch Comarcas indígenas
- Venezuela: spanisch Tierras con títulos colectivos
- Kolumbien: spanisch Resguardos indígenas und Reservas indígenas
- Peru: spanisch Reservas comunales und spanisch Reservas territorial para pueblos indígenas en aislamiento
- Brasilien: portugiesisch Terras indígenas
- Bolivien: spanisch Tierras Comunitarias de Origen oder Territorios indígenas originario campesino
- Argentinien: spanisch Posesión y propiedad comunitarias de las tierras (tradicionalmente indígenas)

Die meisten und auch flächenmäßig größten Reservate Nordamerikas befinden sich im westlichen Teil der USA – geballt in den Gebirgsstaaten Arizona, Utah und Montana sowie in South Dakota. In Kanada sind die Reservate der First Nations auf über 3000 kleine und kleinste Einheiten verstreut.
Die größten Reservate Amerikas liegen in Brasilien. In Kolumbien und Brasilien befinden sich die größeren Reservate in den Grenzgebieten zu den Nachbarländern und im Entwässerungsgebiet des Amazonas.

## Indianerreservate in Kanada und den Vereinigten Staaten

### Geschichte

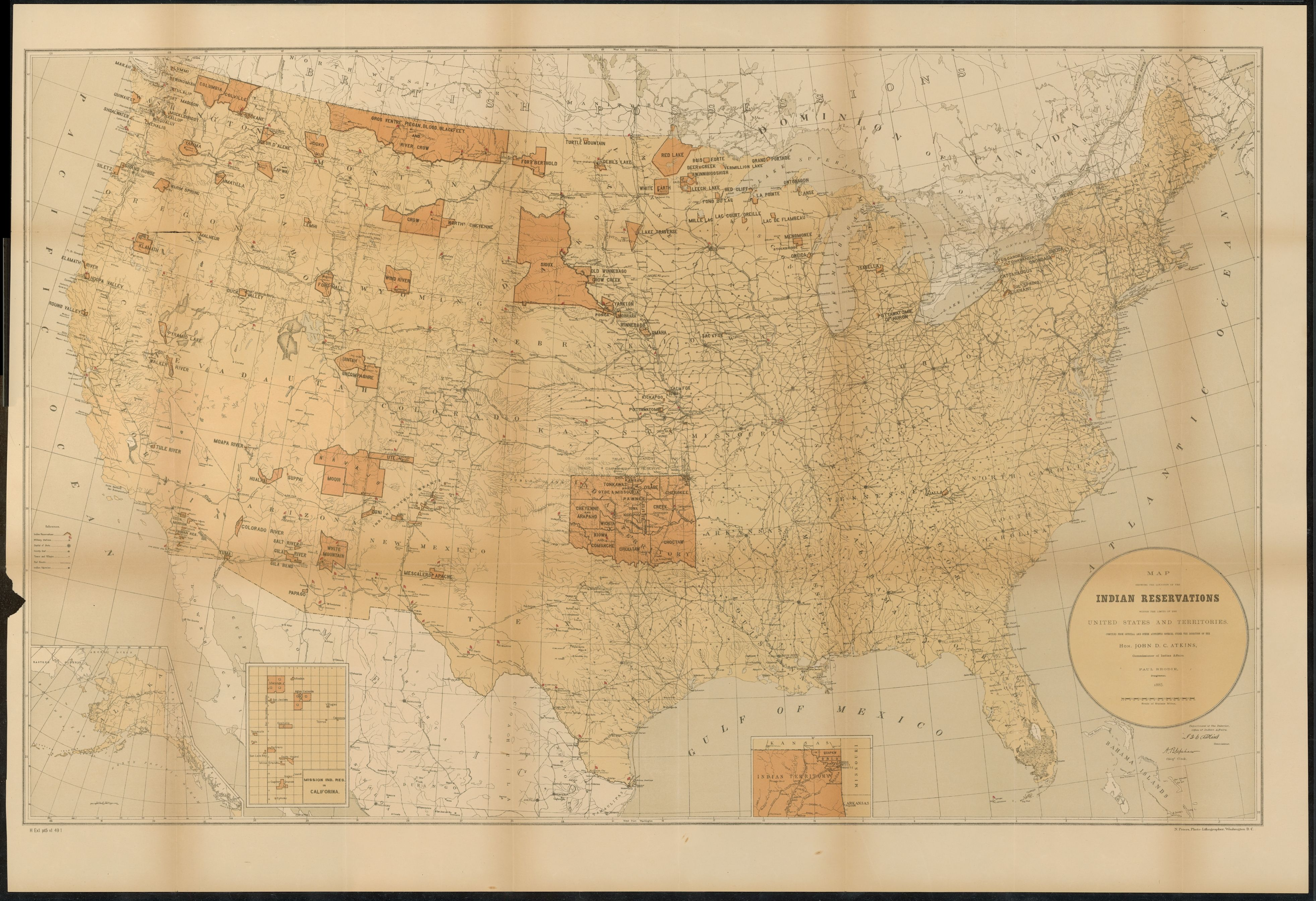
Paul Brodie, Map Showing the Location of the Indian Reservations within the Limits of the United States and Territories, 1885

Vor der Kolonisierung bevölkerten weit über tausend indianische Ethnien den nordamerikanischen Kontinent. In Folge der systematischen Landnahme und planmäßigen Urbarmachung durch europäische Siedler kamen sie immer stärker unter Druck und verloren einen Großteil ihres Landes.
Autoren beschreiben die Reservate zu ihren Anfangszeiten als Gefangenenlager, welche die Indianer nur mit Erlaubnis verlassen durften. Das eingeschränkte Reservatsleben machte den Indianern ihre Selbstversorgungswirtschaft unmöglich. Sie waren abhängig von Lebensmittelrationen, die von den Regierungsvertretern als Druckmittel verwendet wurden. Zeigten sich einzelne Indianer widerständig, wurde ihnen die Lebensmittelration vorenthalten, so dass den Indianern nichts anderes übrig blieb, als sich zu fügen oder sich außerhalb des Reservates anderweitig zu versorgen.
Es existierten verschiedene Bilder von Reservaten. Neben den Gefangenenlagern sprach man in den Anfangszeiten von Reservaten als „Schule zur Zivilisierung und Erziehung“. Sobald Indianer genügend „zivilisiert“ wären, dürften sie die Reservate verlassen. Andere sahen sie wiederum als Schlüssel zum Überleben der indianischen Kultur.
Die meisten Reservate sind durch Verträge entstanden. Die Indianer hatten gewissermaßen Land für sich selbst reserviert; die Regierung hatte keine Kompetenz, Land für die Indianer zu reservieren, da dieses meist anerkannterweise den Indianern gehörte. Einige Reservate waren durch Landtausch in der Umsiedlungszeit entstanden. Nachdem in den USA die Regierung 1871 dazu überging, mit den Indianern keine Verträge mehr abzuschließen, war den Indianern jegliches Mitspracherecht entzogen worden. Nun bestimmte die US-Regierung die Neuschaffung, Verkleinerung oder Vergrößerung von Reservaten („Erlass-Reservate“). Dabei handelt es sich um von der Regierung bereitgestelltes Land, über das sie jederzeit wieder verfügen kann. Landkauf vergrößerte die Reservate, selten wurden durch Kauf ganze Reservate errichtet. Ebenso verhält es sich mit Schenkungen, die im Wesentlichen durch kirchliche Institutionen zustande kamen.
In Kanada übertrugen formal zahlreiche Stämme dem Königreich England per Vertrag ihre einstigen Ländereien (vor allem zwischen 1867 und 1923). Stattdessen erhielten sie viel kleinere, handelbare Grundstücke. Ebenfalls im Vertrag festgeschrieben war die Höhe der Essensrationen, welche die Indianer als Ausgleich auf ewige Zeiten erhalten sollten, und die finanzielle Entschädigung, die etwa bei zwölf Dollar pro Person lag. Häuptlinge erhalten zusätzlich pro Jahr ca. 25 Dollar. Zusätzlich verpflichtete sich die kanadische Regierung, für Bildung und Gesundheitsversorgung der Reservatsindianer zu sorgen. Fisch- und Jagdrechte wurden ihnen teilweise weiterhin gewährt. Es gab viele verschiedene Verträge mit sehr unterschiedlichen Bedingungen und manche Gruppen argumentieren heute, die Seite der Ureinwohner sei nicht zum Abschluss dieser Verträge legitimiert gewesen.
Die meisten US-Reservate sind sehr klein und rund 93 % von ihnen liegen in Bundesstaaten der westlichen USA. Nur gerade drei Prozent befinden sich östlich des Mississippi River.

### Zeitgenössisches Leben

#### Bodenschätze
Oft wurden den Indianern Reservate in semi-ariden bis ariden Gegenden, die für die weißen Siedler zunächst wenig begehrenswert waren, zugeteilt. Später entdeckte man jedoch gerade in diesen Gebieten große Vorkommen an Bodenschätzen. So liegen beispielsweise rund 55 % sämtlicher Uranvorkommen der USA im Boden der Indianer. Die gesundheitlichen Folgen des Uranabbaus sind für die Indianer verheerend. Des Weiteren ist ihr Land reich an Öl (ca. 5 % sämtlicher US-Vorkommen) und Kohle (ca. ein Drittel sämtlicher US-Vorkommen). Die Indianer haben wenig Möglichkeiten, sich gegen den Abbau der Bodenschätze zu wehren. Das Recht des Abbaus wird in den USA vom Bureau of Indian Affairs (BIA) gewährt. Auch die Einnahmen daraus sind für die Indianer marginal.
In Kanada werden die meisten Einnahmen aus solchen Geschäften durch die Behörden in Ottawa verwaltet. Zuständig ist hier das Department of Indian Affairs and Northern Development (INAC)

#### Arbeitssituation
Uranabbau und dessen Folgen sind nur ein Problem von vielen, mit denen es die Reservatsindianer zu tun haben. Generell ist die Armut sehr hoch, die Lebensbedingungen werden mit der Dritten Welt verglichen. Seit 1980 hat sich die Arbeitslosenquote zwischen 40 und 80 %, je nach Reservat, eingependelt. Gemäß einer Statistik des BIA lag die Arbeitslosenquote 1985 in den Reservaten bei 39 %. In den US-Reservaten lebten im Jahr 2002 mehr als 40 % der Familien unterhalb der Armutsgrenze. Einige Reservate schlagen jedoch mit deutlich höheren Arbeitslosenquoten, zum Teil über 80 % zu Buche. Dabei ist die öffentliche Hand bei weitem der größte Arbeitgeber. Alleine BIA, Indian Health Service (IHS) sowie weitere Indianerbehörden beschäftigten 1980 beinahe 60 % der Erwerbstätigen in Reservaten. Demgegenüber waren nur gerade fünf Prozent im Dienstleistungssektor, 16 % im sekundären Sektor und zehn Prozent im primären Sektor tätig. Etwa ein Drittel aller Reservatsindianer hat einen Job außerhalb der Reservatsgrenzen. Vorwiegend aufgrund der schlechten Arbeitssituation wohnen insgesamt nur noch 30 % aller Indigenen der USA in den Reservaten.

#### Industrie
Industriebetriebe sind in Reservaten kaum anzutreffen.  So schränken die isolierte Lage, die einkommensschwachen und somit kaufkraftarmen Bewohner, der Mangel an Infrastruktur wie Reparatur- und Servicebetrieben, Bankfilialen, Kommunikationsmitteln und Energieträgern, Eisenbahnanschlüssen, öffentlichen Verkehrsmitteln sowie Qualität und Dichte des Straßennetzes die Industrie stark ein. Dazu kommt ein Klima der politischen Instabilität und undurchsichtige Kompetenzstreitigkeiten. Fragen, mit wem potenzielle Investoren verhandeln müssen oder welche Kompetenzen der jeweilige Verhandlungspartner hat, sind schwer zu klären. Ein wichtiges Hemmnis stellt auch der Kapitalmangel dar. Von Seiten der Indianer können kaum Industrieunternehmen finanziert werden. Zudem werden die Reservate und deren Bewohner meist als nicht kreditwürdig eingestuft.
Daneben gibt es auch wirtschaftsfördernde Faktoren wie das große Reservoir an Arbeitskräften. Die hohe Arbeitslosigkeit bedeutet für die Unternehmer billige Arbeitskräfte. Die Umweltschutzauflagen in den Reservaten sind sehr gering, deren Kontrolle praktisch inexistent. Gezielte Steuervergünstigungen und staatliche Wirtschaftsförderungen sollen Investoren anlocken. Im Vergleich zum ausländischen Industriestandort mit Billiglöhnen entfallen in Reservaten der Zoll und das Währungsrisiko.
Die kanadische Legislation erlaubt nicht, dass Grundstücke innerhalb der Reservate an Nicht-Ureinwohner verkauft werden. Deshalb sind Hypotheken und Kredite darauf nicht handelbar. Daher gibt es wenig Investitionstätigkeit.
Seit einiger Zeit verbessern zahlreiche US-amerikanische Reservate durch Indianerkasinos ihre wirtschaftlichen Grundlagen.

#### Schulwesen
Problematisch ist neben der Arbeitssituation auch das Schulwesen; lange Zeit boten sich indianischen Kindern oft nur Internatsschulen an (vergleiche Residential School). Diese hatten meist nicht die Bildung, sondern vielmehr die Identitätsberaubung zum Ziel. Die Schulen wurden vom Staat oft als willkommenes Instrument zur Umsetzung ihrer Assimilierungspolitik eingesetzt. Fächer wie Geschichte, Staatsbürgerkunde, Geografie und Englisch dienten dabei als geeignete Mittel, die Wertvorstellungen der dominanten Mehrheitsgesellschaft weiterzugeben und die Indianer von ihrer kulturellen Unterlegenheit zu überzeugen.
Der Besuch von Internatsschulen führte bei indianischen Kindern, die schon sehr früh unter Zwang aus ihrem vertrauten soziokulturellen Milieu herausgerissen wurden und meist jahrelang ihre Familie nicht sehen konnten, oft zu negativen psychischen und sozialen Folgeerscheinungen.
Nach 1928 gab es immer weniger solcher außerhalb der Reservate gelegenen Internatsschulen, stattdessen errichtete das BIA Schulen in den Reservaten selbst. Einer Erhebung von 1980 zufolge gingen jedoch 16 % aller Indianer weniger als acht Jahre zur Schule; der landesweite Durchschnitt lag bei 10 %. Berücksichtigt man nur die in Reservaten lebenden Indianer, so ergibt dies einen Anteil von 26 %. Verglichen mit dem nationalen Durchschnitt liegt dieser sehr hoch, verglichen mit der Erhebung von 1970, als der Anteil noch bei 50 % für Reservatsindianer lag, erscheint er jedoch relativ gering.
Bis 1967 war es in Kanada Praxis, dass die Kinder bei teilweise nomadisch lebenden Gruppen das ganze Jahr über in der Internatsschule bleiben mussten. Erst ab 1970 wurde diese Praxis revidiert. Um 1990 wurden Fälle von sexuellem Missbrauch an solchen Schulen publik. 2008 entschuldigte sich der Premierminister bei den Ureinwohnern für diese Schulen und die Zustände, die an ihnen geherrscht haben.

#### Besitzrechte (USA)
Rund 80 % des Reservatslandes sind, trotz der Parzellierungspolitik um 1900, im Besitz der Stammesregierung. Der jeweilige Stamm vergibt seinen Mitgliedern Nutzungsrechte. Diese Handhabung repräsentiert das traditionelle Kollektivsystem der Indianer. Je nach Reservat gibt es jedoch recht hohen Individualbesitz, so zum Beispiel in der Pine Ridge Reservation der Lakota oder der Crow Reservation, wo der Individualbesitz zwischen 60 und 85 % liegt. Im Osage-Reservat liegt er sogar beinahe bei hundert Prozent. Das meiste Land wird treuhänderisch vom BIA verwaltet. Aufgrund des Sonderstatus der Indianer zahlen individuelle Landbesitzer keine Grundsteuern.
Da die Parzellen zu klein für Selbstversorgung sind und ohnehin oft wenig Interesse an der Landwirtschaft besteht, bedeutet die Verpachtung die einzige Ertragsmöglichkeit. 1984 waren 13,6 % des Reservatslandes verpachtet. Heute ist ein großer Teil des Reservatslandes in den Händen Weißer. In der Crow Reservation ist beispielsweise ein Viertel des Landes im Besitz Weißer sowie 65 % an Agrarunternehmen verpachtet.

#### Besitzrechte (Kanada)
Aufgrund der vielen verschiedenen Entstehungsgeschichten der Reservate in Kanada (Verträge, Erlasse) lassen sich kaum allgemeingültige Aussagen machen. Obwohl ein Gesetz von 1876 es erlaubte, den Ureinwohnern die Verwaltung der Einkünfte aus der Nutzung der Reservate zu überlassen, sind bis 1959 nur rund 20 % der 600 Reservate in Kanada zumindest teilweise selbst verwaltet gewesen.

#### Regierungssystem (USA)
Die Indianerreservate sind überwiegend selbst verwaltete Gebiete, wenngleich die finanziellen Zuwendungen, ohne die die Indianer nicht leben können, etwa 70 % sämtlicher tribaler Einnahmen ausmachen. Die meisten Ethnien haben eine Verfassung, die auf der US-amerikanischen basiert. Die Rechtsprechung der Stammesregierung ist jedoch stark eingeschränkt. Je nach Status und nach Art der in der Vergangenheit mit der US-Regierung abgeschlossenen Verträge sind ihre Kompetenzen unterschiedlich groß.
Noch immer stehen viele Reservate unter der Verwaltung oder unter der Aufsicht des BIA, das oft gegen die Interessen der Indianer handelt, obwohl seine Leitung seit 1965 in indianischer Hand ist.

### Liste der US-Reservationen
Laut Angaben des National Park Service des U.S. Department of the Interior gibt es zurzeit 304 registrierte Indianerreservate in den USA. Die Volkszählung von 2001 in Kanada nennt 600 Reservate, 976.305 kanadische Bürger mit Ureinwohner-Status, wovon 286.080 in Reservaten leben.

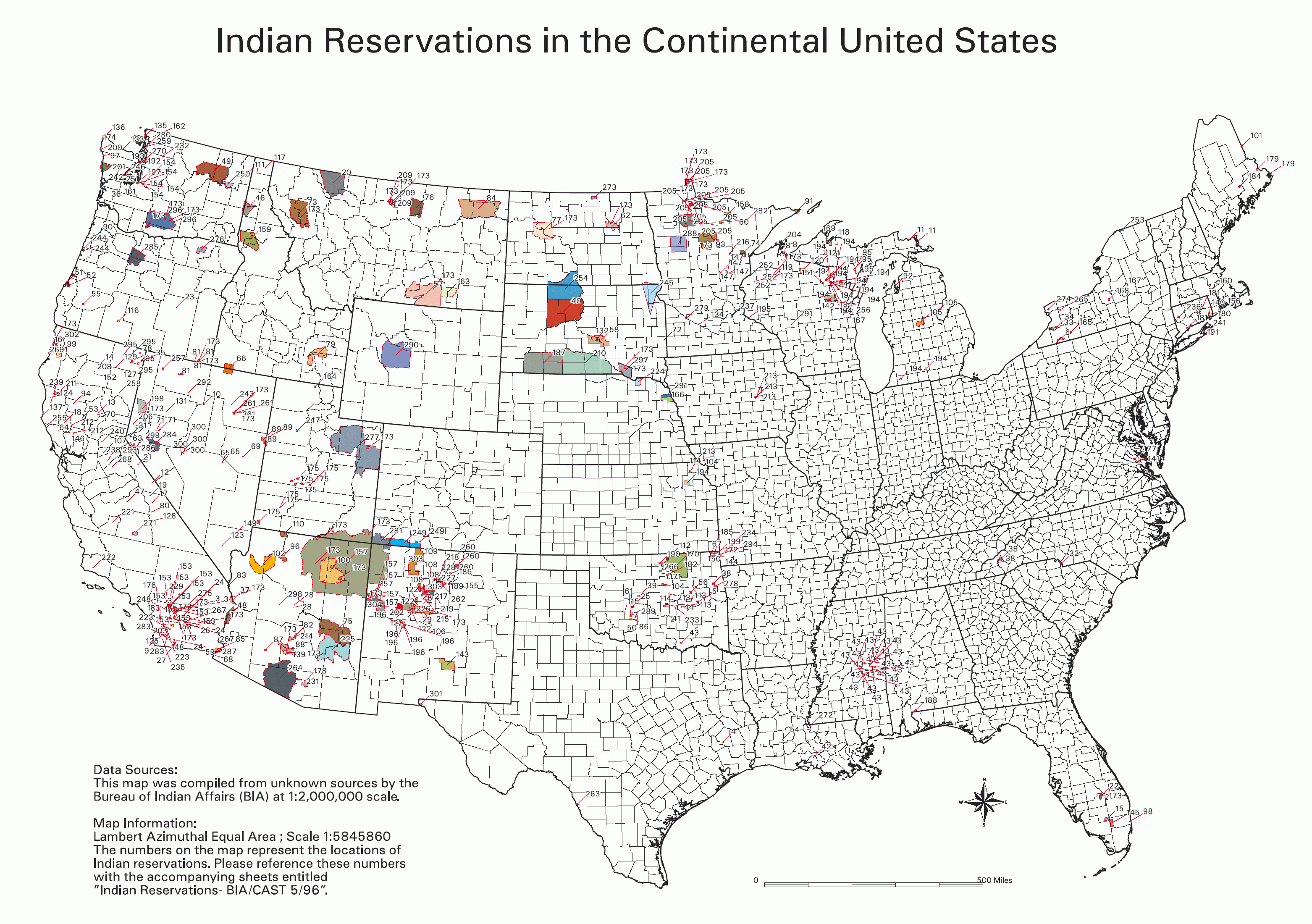
Reservate in den USA (ohne Alaska)

| 1 – 100                          | 101 – 200                          | 201 – 300                              | 301 – 304           |
| -------------------------------- | ---------------------------------- | -------------------------------------- | ------------------- |
| 1. Absentee Shawnee              | 101. Houlton Maliseets             | 201. Quinault                          | 301. Ysleta del Sur |
| 2. Acoma                         | 102. Hualapai                      | 202. Ramah                             | 302. Yurok          |
| 3. Agua Caliente                 | 103. Inaja                         | 203. Ramona                            | 303. Zia            |
| 4. Alabama-Coushatta             | 104. Iowa                          | 204. Red Cliff                         | 304. Zuni           |
| 5. Alabama-Quassarte Creeks      | 105. Isabella                      | 205. Red Lake                          |                     |
| 6. Allegany                      | 106. Isleta                        | 206. Reno-Sparks                       |                     |
| 7. Apache                        | 107. Jackson                       | 207. Rincon                            |                     |
| 8. Bad River                     | 108. Jemez                         | 208. Roaring Creek                     |                     |
| 9. Barona Ranch                  | 109. Jicarilla                     | 209. Rocky Boys                        |                     |
| 10. Battle Mountain              | 110. Kaibab                        | 210. Rosebud                           |                     |
| 11. Bay Mills                    | 111. Kalispel                      | 211. Round Valley                      |                     |
| 12. Benton Paiute                | 112. Kaw                           | 212. Rumsey                            |                     |
| 13. Berry Creek                  | 113. Kialegee Creek                | 213. Sac and Fox                       |                     |
| 14. Big Bend                     | 114. Kickapoo                      | 214. Salt River                        |                     |
| 15. Big Cypress                  | 115. Kiowa                         | 215. Sandia                            |                     |
| 16. Big Lagoon                   | 116. Klamath                       | 216. Sandy Lake                        |                     |
| 17. Big Pine                     | 117. Kootenai                      | 217. Santa Ana                         |                     |
| 18. Big Valley                   | 118. L'Anse                        | 218. Santa Clara                       |                     |
| 19. Bishop                       | 119. Lac Courte Oreilles           | 219. Santa Domingo                     |                     |
| 20. Blackfeet                    | 120. Lac du Flambeau               | 220. Santa Rosa                        |                     |
| 21. Bridgeport                   | 121. Lac Vieux Desert              | 221. Santa Rosa (north)                |                     |
| 22. Brighton                     | 122. Laguna                        | 222. Santa Ynez                        |                     |
| 23. Burns Paiute Colony          | 123. Las Vegas                     | 223. Santa Ysabel                      |                     |
| 24. Cabezon                      | 124. Laytonville                   | 224. Santee                            |                     |
| 25. Caddo                        | 125. La Jolla                      | 225. San Carlos                        |                     |
| 26. Cahuilla                     | 126. La Posta                      | 226. San Felipe                        |                     |
| 27. Campo                        | 127. Likely                        | 227. San Ildefonso                     |                     |
| 28. Camp Verde                   | 128. Lone Pine                     | 228. San Juan                          |                     |
| 29. Canoncito                    | 129. Lookout                       | 229. San Manual                        |                     |
| 30. Capitan Grande               | 130. Los Coyotes                   | 230. San Pasqual                       |                     |
| 31. Carson                       | 131. Lovelock Colony               | 231. San Xavier                        |                     |
| 32. Catawba                      | 132. Lower Brulé                   | 232. Sauk-Suiattle                     |                     |
| 33. Cattaraugus                  | 133. Lower Elwah                   | 233. Seminole                          |                     |
| 34. Cayuga                       | 134. Lower Sioux                   | 234. Seneca-Cayuga                     |                     |
| 35. Cedarville                   | 135. Lummi                         | 235. Sequan                            |                     |
| 36. Chehalis                     | 136. Makah                         | 236. Shagticoke                        |                     |
| 37. Chemehuevi                   | 137. Manchester                    | 237. Shakopee                          |                     |
| 38. Cherokee                     | 138. Manzanita                     | 238. Sheep Ranch                       |                     |
| 39. Cheyenne-arapahoe            | 139. Maricopa                      | 239. Sherwood Valley                   |                     |
| 40. Cheyenne River               | 140. Mashantucket Pequot           | 240. Shingle Spring                    |                     |
| 41. Chickasaw                    | 141. Mattaponi                     | 241. Shinnecock                        |                     |
| 42. Chitimacha                   | 142. Menominee                     | 242. Shoalwater                        |                     |
| 43. Choctaw                      | 143. Mescalero                     | 243. Shoshone                          |                     |
| 44. Citizen Band of Potawatomi   | 144. Miami                         | 244. Siletz                            |                     |
| 45. Cochiti                      | 145. Miccosukee                    | 245. Sisseton                          |                     |
| 46. Coeur d'Alene                | 146. Middletown                    | 246. Skokomish                         |                     |
| 47. Cold Springs                 | 147. Mille Lacs                    | 247. Skull Valley                      |                     |
| 48. Colorado River               | 148. Mission                       | 248. Soboba                            |                     |
| 49. Colville                     | 149. Moapa                         | 249. Southern Ute                      |                     |
| 50. Comanche                     | 150. Modoc                         | 250. Spokane                           |                     |
| 51. Coos, Lower Umpqua & Siuslaw | 151. Mole Lake                     | 251. Squaxon Island                    |                     |
| 52. Coquille                     | 152. Montgomery Creek              | 252. St. Croix                         |                     |
| 53. Cortina                      | 153. Morongo                       | 253. St. Regis                         |                     |
| 54. Coushatta                    | 154. Muckleshoot                   | 254. Standing Rock                     |                     |
| 55. Cow Creek                    | 155. Nambe                         | 255. Stewarts Point                    |                     |
| 56. Creek                        | 156. Narragansett                  | 256. Stockbridge-Munsee                |                     |
| 57. Crow                         | 157. Navajo                        | 257. Summit Lake                       |                     |
| 58. Crow Creek                   | 158. Nett Lake                     | 258. Susanville                        |                     |
| 59. Cuyapaipe                    | 159. Nez Perce                     | 259. Swinomish                         |                     |
| 60. Deer Creek                   | 160. Nipmoc-Hassanamisco           | 260. Taos                              |                     |
| 61. Delaware                     | 161. Nisqually                     | 261. Te-Moak                           |                     |
| 62. Devils Lake                  | 162. Nooksack                      | 262. Tesuque                           |                     |
| 63. Dresslerville Colony         | 163. Northern Cheyenne             | 263. Texas Kickapoo                    |                     |
| 64. Dry Creek                    | 164. Northwestern shoshone         | 264. Tohono o'odham                    |                     |
| 65. Duckwater                    | 165. Oil Springs                   | 265. Tonawanda                         |                     |
| 66. Duck Valley                  | 166. Omaha Indian Reservation      | 266. Tonikawa                          |                     |
| 67. Eastern Shawnee              | 167. Oneida                        | 267. Torres Martinez                   |                     |
| 68. East Cocopah                 | 168. Onondaga                      | 268. Toulumne                          |                     |
| 69. Ely colony                   | 169. Ontonagon                     | 269. Trinidad                          |                     |
| 70. Enterprise                   | 170. Osage                         | 270. Tulalip                           |                     |
| 71. Fallon                       | 171. Otoe-Missouri                 | 271. Tule River                        |                     |
| 72. Flandreau                    | 172. Ottawa                        | 272. Tunica-Biloxi                     |                     |
| 73. Flathead                     | 173. Out                           | 273. Turtle Mountains                  |                     |
| 74. Fond du Lac                  | 174. Ozette                        | 274. Tuscarora                         |                     |
| 75. Fort Apache                  | 175. Paiute                        | 275. Twentynine Palms                  |                     |
| 76. Fort Belknap                 | 176. Pala                          | 276. Umatilla                          |                     |
| 77. Fort Berthold                | 177. Pamunkey                      | 277. Uintah and Ouray                  |                     |
| 78. Fort Bidwell                 | 178. Pascua Yaqui                  | 278. United Keetoowah Band of Cherokee |                     |
| 79. Fort Hall                    | 179. Passamaquoddy                 | 279. Upper Sioux                       |                     |
| 80. Fort Independence            | 180. Paucatauk Pequot              | 280. Upper Skagit                      |                     |
| 81. Fort McDermitt               | 181. Paugusett                     | 281. Ute Mountain                      |                     |
| 82. Fort McDowell                | 182. Pawnee                        | 282. Vermilion Lake                    |                     |
| 83. Fort Mohave                  | 183. Pechanga                      | 283. Viejas                            |                     |
| 84. Fort Peck                    | 184. Penobscot                     | 284. Walker River                      |                     |
| 85. Fort Yuma                    | 185. Peoria                        | 285. Warm Springs                      |                     |
| 86. Ft. Sill Apache              | 186. Picuris                       | 286. Washoe                            |                     |
| 87. Gila Bend                    | 187. Pine Ridge Indian Reservation | 287. West Cocopah                      |                     |
| 88. Gila River                   | 188. Poarch Creek                  | 288. White Earth                       |                     |
| 89. Goshute                      | 189. Pojoaque                      | 289. Wichita                           |                     |
| 90. Grande Ronde                 | 190. Ponca                         | 290. Wind River                        |                     |
| 91. Grand Portage                | 191. Poosepatuck                   | 291. Winnebago                         |                     |
| 92. Grand Traverse               | 192. Port Gamble                   | 292. Winnemucca                        |                     |
| 93. Greater Leech lake           | 193. Port Madison                  | 293. Woodford Indian Community         |                     |
| 94. Grindstone                   | 194. Potawatomi                    | 294. Wyandotte                         |                     |
| 95. Hannahville                  | 195. Prairie Isle                  | 295. XL Ranch                          |                     |
| 96. Havasupai                    | 196. Puertocito                    | 296. Yakama                            |                     |
| 97. Hoh                          | 197. Puyallup                      | 297. Yankton                           |                     |
| 98. Hollywood                    | 198. Pyramid Lake                  | 298. Yavapai                           |                     |
| 99. Hoopa Valley                 | 199. Quapaw                        | 299. Yerington                         |                     |
| 100. Hopi                        | 200. Quileute                      | 300. Yomba                             |                     |

### Filme
- 1969 drehte die DEFA den Spielfilm Tödlicher Irrtum, der das Leben der Indianer in einem Reservat thematisiert.
- 1973/74 drehte die DEFA die Spielfilme Apachen und Ulzana, die im Grunde genommen das gleiche Thema behandeln, wobei aber speziell auf das Zusammenleben der Apachen mit den europäischen Siedlern eingegangen wird.

Amerikanische Filme, die das Leben in Reservaten behandeln, sind zum Beispiel:
- 1992: Halbblut (Originaltitel: Thunderheart)
- 1994: Tanz mit einem Mörder (Originaltitel: Dance Me Outside)
- 1998: Smoke Signals
- 2002: Skins
- 2003: Dreamkeeper
- 2008: Rez Bomb
- 2017: Wind River
- 2023: Fancy Dance[4]